# Comisión Nacional del Espacio Exterior
La Comisión Nacional del Espacio Exterior (CNEE) fue un órgano del Gobierno Mexicano, enfocado a controlar y fomentar la explotación pacífica del espacio exterior. Dependiente de la Secretaría de Comunicaciones y Transportes (SCT) inició sus actividades en el año 1962 por decreto del entonces presidente de la República, Lic. Adolfo López Mateos, aunque ya habían existido actividades relacionadas con la actividad espacial en el país desde varios años antes.

## Antecedentes
Durante la década de los años cuarenta, el Ing. Porfirio Becerril Buitrón, ingeniero mecánico electricista egresado del Instituto Politécnico Nacional, al frente de un equipo de técnicos de la Secretaría de Comunicaciones y Obras Públicas (SCOP), encabezó el diseño y construcción de sistemas de propulsión a chorro. Al terminar la década de 1940, estos trabajos continuaron dirigidos por el Ing. Núñez Arellano.
En 1955 un subsecretario de la SCOP, el Ing. Walter Cross Buchanan, se quedó como encargado del despacho de toda la Secretaría hasta terminar el sexenio del presidente Adolfo Ruiz Cortines, poniéndole especial atención al proyecto de cohetería. Cuando en 1959, recién iniciado el sexenio del Lic. Adolfo López Mateos, se transformó la SCOP en la Secretaría de Comunicaciones y Transportes (SCT) y se nombró como su titular al Ing. Buchanan, de inmediato se construyeron dos cohetes de propelente líquido de más de cuatro metros de tamaño. El primero fue lanzado antes de terminar ese año de 1959, al cual llamaron cohete SCT-1, el cual alcanzó una altura de 4 kilómetros. El segundo fue lanzado en 1960, denominado SCT-2, que llegó hasta la estratósfera a una altura cercana a los 25 kilómetros. Gracias a tales éxitos tecnológicos se logró la consolidación de grupos de trabajo que llevaron a la creación de la CNEE.

## Actividades sobresalientes
El Ing. Jorge Suárez, investigador del Instituto Politécnico Nacional, fungió como el primer director técnico de la Comisión Nacional del Espacio Exterior (CNEE), que de inmediato incorporó al grupo de cohetería de la SCT.
En los años siguientes a su creación, la CNEE enfocó sus esfuerzos principalmente a la conformación del marco jurídico y al seguimiento y fomento de investigación de actividades relacionadas con la tecnología espacial como fue los globos sonda, recepción de señales, percepción remota, el desarrollo de cohetes sonda, la planeación de satélites meteorológicos y trabajos de bioingeniería.
La CNEE lanzó su primer cohete, el cual fue diseñado con base de combustible sólido, el cual denominaron Tototl, el cual alcanzó una altura de 24 kilómetros. La investigación en torno a este lanzamiento era la de poder desarrollar cohetes con capacidad de llevar consigo cargas útiles, realizar investigaciones atmosféricas y con el tiempo poder satelizar pequeños aparatos.
Gracias a estos esfuerzos se logró el desarrollo de la familia de cohetes denominados Mitl, junto con el diseño de un sistema móvil con plataforma de lanzamiento: un camión rampa. En el año de 1967 fue lanzado desde el estado de Guerrero el cohete Mitl 1, el cual contaba con una capacidad de carga útil de 8 kg y alcanzó una altura de 50 km. Mejoras posteriores al diseño permitieron construir el cohete mexicano más exitoso de la historia, el Mitl 2, el cual fue lanzado en el año de 1975 y que alcanzó una altura de 120 km, muy cercano a una órbita terrestre baja, altura a la cual se efectuaron la mayoría de las primeras misiones espaciales rusas y norteamericanas.
Durante la década de 1970 se experimentó también con cohetes más pequeños, llamados Tláloc, con el objeto de estimular y fomentar lluvias, y se iniciaron los proyectos de diseño de cohetes de dos etapas, denominados Huite I y II, así como los planes para la construcción de una base de lanzamiento. Pero estos proyectos fueron abandonados por la disolución de la CNEE.
Cabe señalar que además de los trabajos de cohetería, la CNEE impulsó el programa de Percepción Remota, tanto en el ámbito nacional como en el de cooperación internacional, para la búsqueda cuantitativa y cualitativa de recursos naturales en temas como la localización de mantos acuíferos, control de cuencas hidrológicas, localización de yacimientos naturales y de fuentes geotérmicas, entre otros.

## Disolución
A pesar de los éxitos tenidos por los grupos coordinados por la CNEE, en el año de 1977 el entonces presidente de la república Lic. José López Portillo ordena la disolución de la Comisión Nacional del Espacio Exterior por las secuelas de la crisis petrolera de año de 1973.
Más allá de las universidades mexicanas y de algunos esfuerzos aislados por particulares, el sector espacial mexicano quedó en el olvido hasta que en el año 2010 el Gobierno Mexicano crea la Agencia Espacial Mexicana.